# 당고 와타라
당고 아부바카르 파이살 와타라(프랑스어: Dango Aboubacar Faissal Ouattara, 2002년 2월 11일 ~ )는 부르키나파소의 축구 선수로 현재 잉글랜드 프리미어리그의 브렌트퍼드에서 공격수로 활약하고 있으며 부르키나파소 대표팀의 일원으로도 활동 중이다.

## 클럽 경력

### 로리앙
와타라는 부르키나파소의 머제스틱 FC 청소년 클럽 출신으로, 2020년에 로리앙 리저브 팀에 합류했다. 그는 2021년 5월 20일에 구단과 첫 프로 계약을 맺었다. 그는 2021년 8월 8일, 1-1로 비긴 생테티엔과의 리그 1 경기에서 로리앙 소속으로 프로 데뷔전을 치렀다.

### 본머스
2023년 1월 19일, 프리미어리그의 본머스는 와타라와 2028년까지 계약을 맺었다고 발표했다. 4월 15일, 그는 3-2로 이긴 토트넘 홋스퍼와의 원정 경기에서 95분에 결승골이자 프리미어리그 데뷔골을 넣었다.

## 국가대표팀 경력
와타라는 2021년 12월 30일, 0-0으로 비긴 모리타니와의 친선 경기에서 부르키나파소 축구 국가대표팀 데뷔전을 치렀다.
그는 튀니지와의 2021년 아프리카 네이션스컵 8강전에서 결승골을 넣어 A매치 데뷔골을 기록했다.